# Esserval-Combe
Esserval-Combe ist eine Ortschaft und eine Commune déléguée in der französischen Gemeinde Mièges mit 23 Einwohnern (Stand 1. Januar 2022) im Département Jura in der Region Bourgogne-Franche-Comté.

## Geographie
Esserval-Combe liegt auf 755 m, etwa zwölf Kilometer nordöstlich der Stadt Champagnole (Luftlinie). Das Bauerndorf erstreckt sich im Jura, in einer Talmulde am nördlichen Rand des Val de Mièges, im Quellgebiet des Ruisseau du Gouffre de l’Houle.
Die Fläche der 1,76 km² großen Commune déléguée umfasst einen Abschnitt des französischen Juras. Der zentrale Teil des Gebietes wird von der Talmulde des Ruisseau du Gouffre de l’Houle eingenommen, die durchschnittlich auf 750 m liegt. Das Gebiet der Commune déléguée ist hauptsächlich von Wies- und Weideland bedeckt. Der Ruisseau du Gouffre de l’Houle entwässert das Gebiet nach Süden zur Serpentine und damit zum Ain. Nach Osten erstreckt sich das Areal der Commune déléguée auf das angrenzende Hochplateau, auf dem mit 846 m die höchste Erhebung von Esserval-Combe erreicht wird. 
Nachbargemeinden von Esserval-Combe waren Esserval-Tartre im Norden, Censeau im Osten, Mièges im Süden sowie Plénise im Westen.

## Geschichte
Erstmals urkundlich erwähnt wird der Ort im 13. Jahrhundert unter dem Namen Essard-à-Moine. Nachdem die Bevölkerung 1348 durch eine Pestepidemie stark dezimiert worden war, wurden der Ortschaft, die nun zur Herrschaft Nozeroy gehörte, im Jahr 1350 gewisse Freiheitsrechte zugesprochen, um die Wiederbesiedlung des Gebietes zu fördern. Zusammen mit der Franche-Comté gelangte Esserval-Combe mit dem Frieden von Nimwegen 1678 an Frankreich.
Die Gemeinde Esserval-Combe wurde am 1. Januar 2016 nach Mièges eingemeindet.

## Bevölkerung
| Bevölkerungsentwicklung | Bevölkerungsentwicklung |
| Jahr                    | Einwohner               |
| ----------------------- | ----------------------- |
| 1962                    | 31                      |
| 1968                    | 30                      |
| 1975                    | 23                      |
| 1982                    | 20                      |
| 1990                    | 17                      |
| 1999                    | 21                      |
| 2005                    | 14                      |
| 2013                    | 20                      |

Mit zuletzt 20 Einwohnern (Stand 1. Januar 2013) gehörte Esserval-Combe zu den kleinsten Gemeinden des Départements Jura. Nachdem die Einwohnerzahl in der ersten Hälfte des 20. Jahrhunderts deutlich abgenommen hatte (1881 wurden noch 61 Personen gezählt), wurden seit Mitte der 1970er Jahre nur noch relativ geringe Schwankungen verzeichnet.

## Wirtschaft und Infrastruktur
Esserval-Combe war bis weit ins 20. Jahrhundert hinein ein vorwiegend durch die Landwirtschaft, insbesondere Milchwirtschaft und Viehzucht geprägtes Dorf. Noch heute leben die Bewohner zur Hauptsache von der Tätigkeit im ersten Sektor. Außerhalb des primären Sektors gibt es keine Arbeitsplätze im Dorf. Einige Erwerbstätige sind auch Wegpendler, die in den umliegenden größeren Ortschaften ihrer Arbeit nachgehen.
Die Ortschaft liegt abseits der größeren Durchgangsstraßen an einer Departementsstraße, die von Mièges nach Esserval-Tartre führt. Eine weitere Straßenverbindung besteht mit Plénise.